# لورن آلفونسو
لورن آلفونسو (انگلیسی: Loren Alfonso؛ زادهٔ ۲۸ مهٔ ۱۹۹۵) بوکسور کوبایی‌تبار اهل جمهوری آذربایجان است.